# Coppa del Generalissimo 1975 (hockey su pista)
La Coppa del Generalissimo 1975 è stata la 32ª edizione della principale coppa nazionale spagnola di hockey su pista. Il torneo ha avuto luogo dall'8 maggio al 15 giugno 1975.
Il trofeo è stato vinto dal Barcellona per la quinta volta nella sua storia superando in finale il Voltregà. 

## Risultati

### Ottavi di finale
Le gare di andata furono disputate l'8 maggio; le gare di ritorno furono disputate il 18 maggio 1975.
| Squadra 1     | Totale  | Squadra 2      | Andata | Ritorno |
| ------------- | ------- | -------------- | ------ | ------- |
| Barcellona    | 10 - 8  | Cerdanyola     | 4 - 6  | 6 - 2   |
| CP Claret     | 11 - 6  | Reus Ploms     | 11 - 6 | n.d.    |
| Lleida        | 6 - 10  | Vic            | 4 - 2  | 2 - 8   |
| Noia          | 6 - 7   | Cibeles        | 5 - 4  | 1 - 3   |
| Reus Deportiu | 12 - 6  | Femsa Madrid   | 10 - 4 | 2 - 2   |
| Sentmenat     | 12 - 10 | Vilanova       | 9 - 6  | 3 - 4   |
| Vendrell      | 3 - 9   | Arenys de Munt | 2 - 6  | 1 - 3   |
| Voltregà      | 14 - 8  | Caldes         | 9 - 7  | 5 - 1   |

### Quarti di finale
Le gare di andata furono disputate il 25 maggio; le gare di ritorno furono disputate il 29 maggio 1975.
| Squadra 1      | Totale  | Squadra 2     | Andata | Ritorno |
| -------------- | ------- | ------------- | ------ | ------- |
| Arenys de Munt | 3 - 5   | Barcellona    | 2 - 2  | 1 - 3   |
| Cibeles        | 9 - 12  | CP Claret     | 6 - 7  | 3 - 5   |
| Sentmenat      | 10 - 13 | Vic           | 7 - 7  | 3 - 6   |
| Voltregà       | 16 - 7  | Reus Deportiu | 12 - 2 | 4 - 5   |

### Semifinali
Le gare di andata furono disputate il 31 maggio; le gare di ritorno furono disputate il 7 giugno 1975.
| Squadra 1 | Totale | Squadra 2  | Andata | Ritorno |
| --------- | ------ | ---------- | ------ | ------- |
| CP Claret | 9 - 19 | Voltregà   | 3 - 4  | 6 - 15  |
| Vic       | 5 - 7  | Barcellona | 4 - 2  | 1 - 5   |

### Finale
| Sabadell 15 giugno 1975 | Barcellona | 3 – 1 | Voltregà |  |